# 二氯二氧化钼
二氯二氧化钼是一种无机化合物，化学式为MoO2Cl2。它是浅黄色可溶于水的潮解性固体，可用于制备其它钼化合物。它的加合物MoO2Cl2(ether)2可溶于有机溶剂。二氯二氧化钼可用作一些氧化反应的催化剂。

## 制备
二氯二氧化钼可由三氧化钼和浓盐酸反应得到：
MoO3  +  2 HCl  →  MoO2Cl2  +  H2O
MoO2Cl2也能以MoOCl4为原料制备：
MoOCl4  +  O(Si(CH3)3)2 →  MoO2Cl2  +  2 ClSi(CH3)3
二氧化钼于500~700 °C和氯气反应，或者五氯化钼在空气中加热也能得到产物：
MoO2  +  Cl2 →  MoO2Cl2
2 MoCl5 + 2 O2 → 2 MoO2Cl2 + 3 Cl2
MoO3和CCl4在713~753 K反应，可以得到二氯二氧化钼，气态产物包括二氧化碳、氯气和光气。

## 化学性质
MoO2Cl2可以形成一系列的加合物，例如MoO2Cl2(THF)2。它和大分子苯胺反应，生成二亚胺配合物MoCl2(NAr)2(L)，这种配合物是Schrock型卡宾Mo(OR)2(NAr)(CH-t-Bu)的前驱体。
MoO2Cl2可以和干燥的氟化氢或三氧化硫磺酰氯溶液反应：
MoO2Cl2 + 2 HF → MoO2F2 + 2 HCl
MoO2Cl2 + 3 SO3 → MoO(SO4)2 + SO2Cl2

## 拓展阅读
- Korshunov, B. G.; Nirsha, B. M. Reaction of molybdenum dioxydichloride with chloride compounds of Groups IV and V elements（俄文）. Zhurnal Neorganicheskoi Khimii, 1969. 14 (7): 1971-1972. ISSN: 0044-457X.